# Ambro János
Adamóczi Ambro János (Beckó, 1827. március 27. – Pozsony, 1890. május 15.) orvos- és sebésztudor, szülész, a pozsonyi magyar királyi bábaképező-intézet igazgató tanára, országos közegészségügyi tanácsos.

## Élete
1852-ben Bécsben szerzett tudori oklevelet. 1854–1870 között Kisújszálláson praktizált. 1872 augusztusában lett a pozsonyi bábaképzőintézet igazgatótanára.
Orvostudományi cikkei jelentek meg az Orvosi Hetilapban (1866-tól), a Gyógyászatban (1870-től), a Jogtudományi Közlönyben (1870), az Orvosok Munkálataiban (1869–1870), és más szaklapokban.
Felesége Polgár Róza (1838-1922), gyermekei Gyula, Zoltán, Nándor (1864-1925) nagymagyari körorvos, Béla (1868-1888) huszár hadapród-tiszthelyettes és Emma (1863-1941; Kiss/Kys Lajosné) voltak. A pozsony-kecskekapu melletti evangélikus temetőben nyugszik.

## Művei
- 1871 Irányeszmék a magyar állam területén felállítandó bábaintézetek szervezésénél. Pest.
- 1874 Szülészeti tankönyv szülésznők számára. Pozsony. (szlovákul is megjelent Szakolcán)
- 1880 Szülészeti jegyzőkönyv. Pozsony.
- 1880 A pozsonyi orsz. közkórház és a bábaképezde hiányai. Pozsony.
- 1881 Denkschrift im Interesse der verlassenen Kindern und hilflosen Mütter.
- 1886 Emlékirat a gyámoltalan gyermekek s anyák érdekében. Pozsony.